# Caprarica di Lecce
Capràrica di Lecce (Crapàrica in dialetto salentino; Κραπάρεκα, Krapàreka in grico) è un comune italiano di 2 242 abitanti della provincia di Lecce in Puglia.

## Geografia fisica

### Territorio
L'abitato di Caprarica di Lecce è posizionato nel Salento centro-orientale, sul fianco nord-orientale della Serra di Galugnano. Il territorio comunale è compreso tra i 43 e i 101 m s.l.m. e l'escursione altimetrica complessiva risulta essere pari a 58 metri.
Il feudo, che si estende per 10,82 km², confina a nord con i comuni di Cavallino e Lizzanello, a est con il comune di Castri di Lecce, a sud con i comuni di Calimera, Martignano e Sternatia, e ad ovest con il comune di San Donato di Lecce.
- Classificazione sismica: zona 4 (sismicità molto bassa), Ordinanza PCM n. 3274 del 20/03/2003

### Clima
Dal punto di vista meteorologico Caprarica di Lecce rientra nel territorio del Salento orientale che presenta un clima mediterraneo, con inverni miti ed estati caldo umide. In base alle medie di riferimento, la temperatura media del mese più freddo, gennaio, si attesta attorno ai +9,5 °C, mentre quella del mese più caldo, agosto, si aggira sui +30,1 °C. Le precipitazioni, frequenti in autunno ed in inverno, si attestano attorno ai 247 mm di pioggia/anno. Tutto l'anno è caratterizzato da lunghi periodi di siccità. 
Facendo riferimento alla ventosità, i comuni del Salento orientale sono influenzati fortemente dal vento attraverso correnti fredde di origine balcanica, oppure calde di origine africana.
| Caprarica di Lecce         | Mesi | Mesi | Mesi | Mesi | Mesi | Mesi | Mesi | Mesi | Mesi | Mesi | Mesi | Mesi | Stagioni | Stagioni | Stagioni | Stagioni | Anno |
| Caprarica di Lecce         | Gen  | Feb  | Mar  | Apr  | Mag  | Giu  | Lug  | Ago  | Set  | Ott  | Nov  | Dic  | Inv      | Pri      | Est      | Aut      | Anno |
| -------------------------- | ---- | ---- | ---- | ---- | ---- | ---- | ---- | ---- | ---- | ---- | ---- | ---- | -------- | -------- | -------- | -------- | ---- |
| T. max. media (°C)         | 14,3 | 15,8 | 17,9 | 21,9 | 26,7 | 30,6 | 33,8 | 34,1 | 31,8 | 24,6 | 19,7 | 15,0 | 15,0     | 22,2     | 32,8     | 25,4     | 23,8 |
| T. min. media (°C)         | 4,7  | 8,8  | 13,9 | 19,7 | 22,3 | 25,0 | 25,8 | 26,1 | 25,5 | 22,1 | 15,0 | 7,9  | 7,1      | 18,6     | 25,6     | 20,9     | 18,1 |
| Precipitazioni (mm)        | 71   | 50   | 31   | 11   | 2    | 0    | 0    | 0    | 0    | 1    | 26   | 55   | 176      | 44       | 0        | 27       | 247  |
| Umidità relativa media (%) | 78,7 | 78,2 | 77,8 | 77,3 | 76,2 | 72,9 | 70,9 | 72,4 | 76,5 | 79,2 | 80,5 | 80,3 | 79,1     | 77,1     | 72,1     | 78,7     | 76,7 |

- Classificazione climatica di Caprarica di Lecce:[6]
  - Zona climatica: C
  - Gradi giorno: 1178

## Origini del nome
Come sostenuto dallo studioso Giacomo Arditi, il nome deriverebbe da capra-ricca; infatti in passato la principale attività svolta dai suoi abitanti era l'allevamento di capre e la relativa produzione di latte. Un'altra ipotesi fa derivare il toponimo dal nome latino di persona Caprarius con l'aggiunta del suffisso -ikos al plurale, quindi -ika, che indica possesso.

## Storia
Il territorio circostante fu abitato sin dall'Età del Bronzo come testimoniato dalla presenza del menhir di Ussano. In epoca bizantina, Caprarica ospitò un insediamento di basiliani, i quali costruirono una necropoli e una chiesa di cui si conservano alcuni frammenti di affreschi tra i quali si distingue un santo barbuto, forse san Paolo.
Caprarica viene menzionata per la prima volta in alcuni documenti risalenti all'XI secolo, quando era un piccolo casale appartenente alla Contea di Lecce e al Principato di Taranto. Nel 1201 il casale passò sotto il dominio di Gualtieri III di Brienne e successivamente nel XIV secolo appartenne agli Orsini Del Balzo.
Nel 1480, Caprarica accolse i profughi della vicina città di Roca, saccheggiata e rasa al suolo dai Turchi in concomitanza dell'assedio di Otranto, e conobbe un aumento significativo della propria popolazione. Tra il XV e il XVII secolo il casale fu signoria di molte famiglie feudali, tra le quali i Bonsecolo, i Condò, i Guarino e i principi Adorno.
Gli ultimi feudatari di Caprarica furono i Giustiniani, che ne acquisirono il possesso nel 1676, e i baroni Rossi.

### Simboli
Lo stemma e il gonfalone sono stati concessi con decreto del presidente della Repubblica del 15 aprile 1996.
Nello stemma è raffigurata una capra d'argento passante su una campagna verde con sette spighe di grano d'oro, con riferimento all'ipotesi che il nome della cittadina derivi dal termine capra ricca: la principale attività della popolazione, infatti, era l'allevamento delle capre da cui si produceva il latte.
Il gonfalone è un drappo di verde al palo di bianco.

## Monumenti e luoghi d'interesse

### Scavi archeologici di Piazza Vittoria
Gli scavi, durante i lavori di riqualificazione di Piazza Vittoria, hanno portato alla luce una complessa stratificazione relativa all'impianto della chiesa Parrocchiale demolita nel 1958 e ad altre importantissime preesistenze. La chiesa più recente, databile al Cinquecento, presentava una facciata scandita da lesene e coronata da un timpano triangolare. Il semplice portale, sormontato da un piccolo rosone, introduceva all'interno articolato in tre navate separate da pilastri. Lo scavo ha restituito le strutture di fondazione, alcune tombe e quattro ossari utilizzati fino al XVIII secolo. Si sono riconosciute inoltre le aree di cavatura dei blocchi utilizzate durante la costruzione della chiesa.
Un'eccezionale scoperta è rappresentata dal rinvenimento di una più antica chiesa risalente al XIII-XIV secolo. A questo impianto appartengono diversi blocchi che conservano frammenti di affresco in stile bizantino recanti bellissime figure di santi e iscrizioni in greco. All'arredo scultoreo dell'edificio sono pertinenti alcuni elementi scolpiti tra i quali un'aquila che forse era inserita nel pulpito della chiesa.
Una vasta area cimiteriale, con sepolture databili fra il XIII e il XIV secolo, è stata rinvenuta su tutta l'area di scavo. Le tombe erano scavate nel banco calcareo, e in gran parte conservavano ancora i resti scheletrici degli inumati e gli oggetti dell'abbigliamento con i quali erano stati deposti (fibbie in bronzo, orecchini).
Gli scavi hanno poi messo in evidenza tracce di frequentazione dell'età messapica, quando il sito di Caprarica, posto su un'altura, poteva dominare la pianura sino alla costa adriatica.

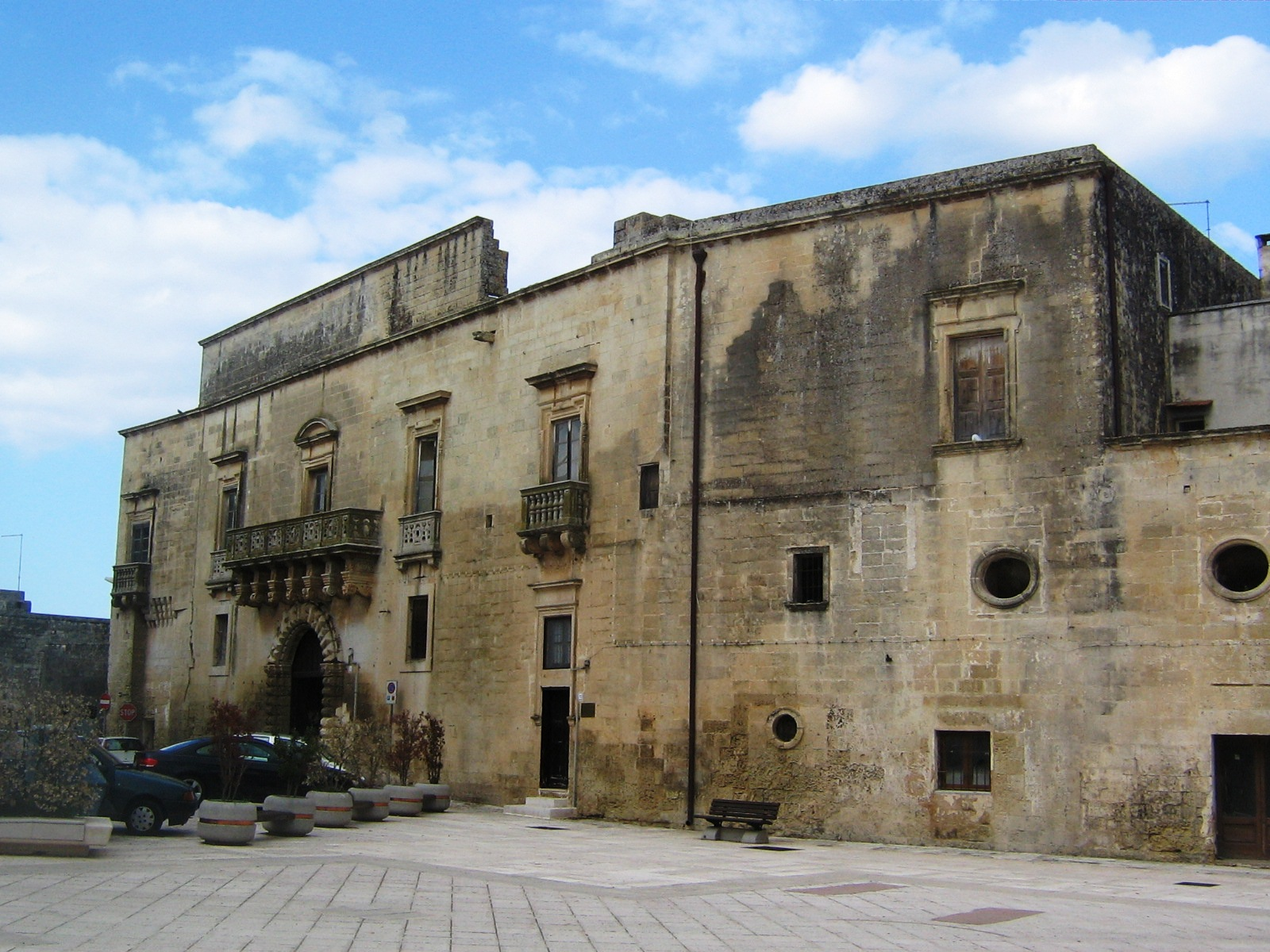
Palazzo Baronale

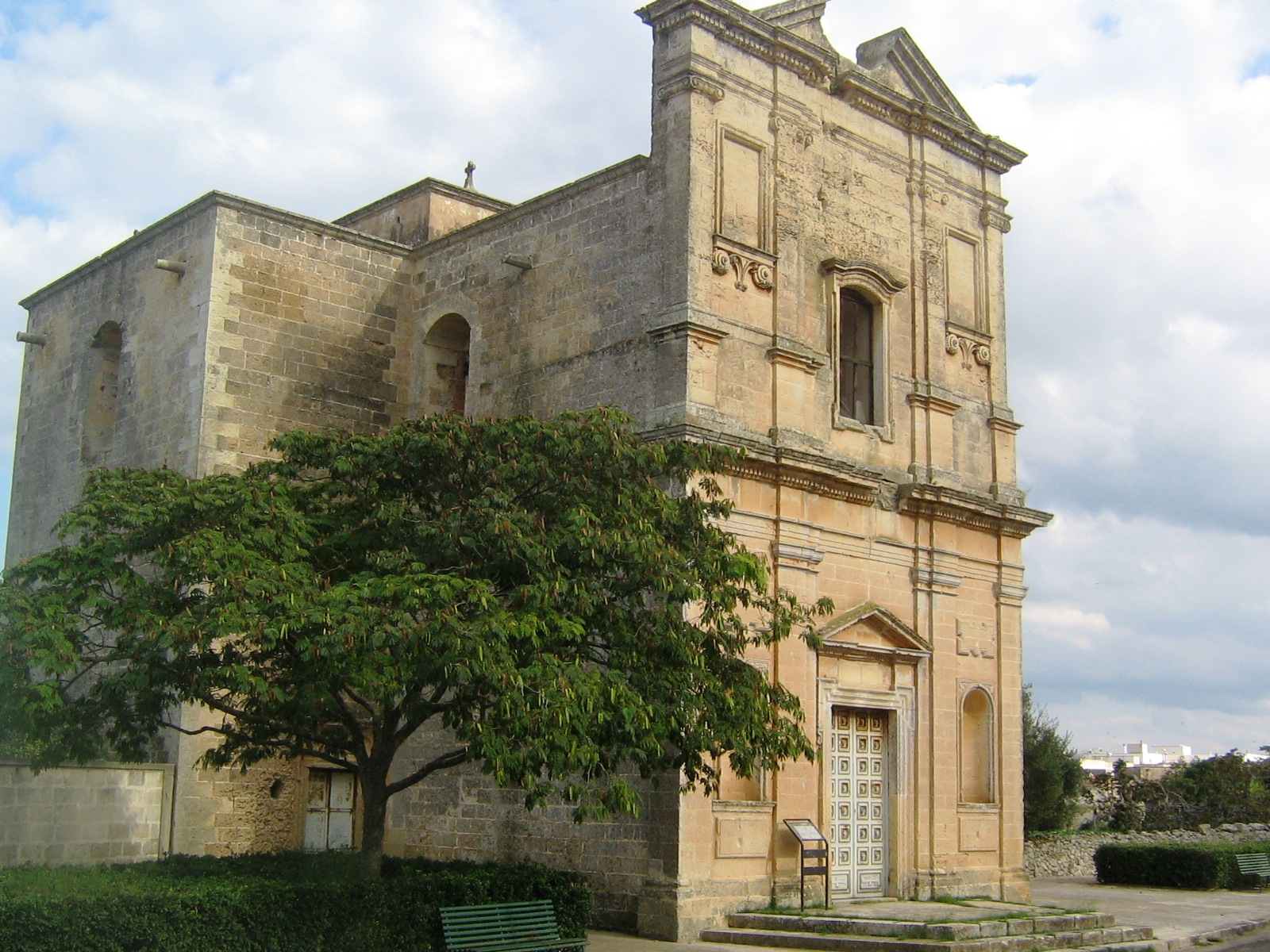
Chiesa del Crocifisso

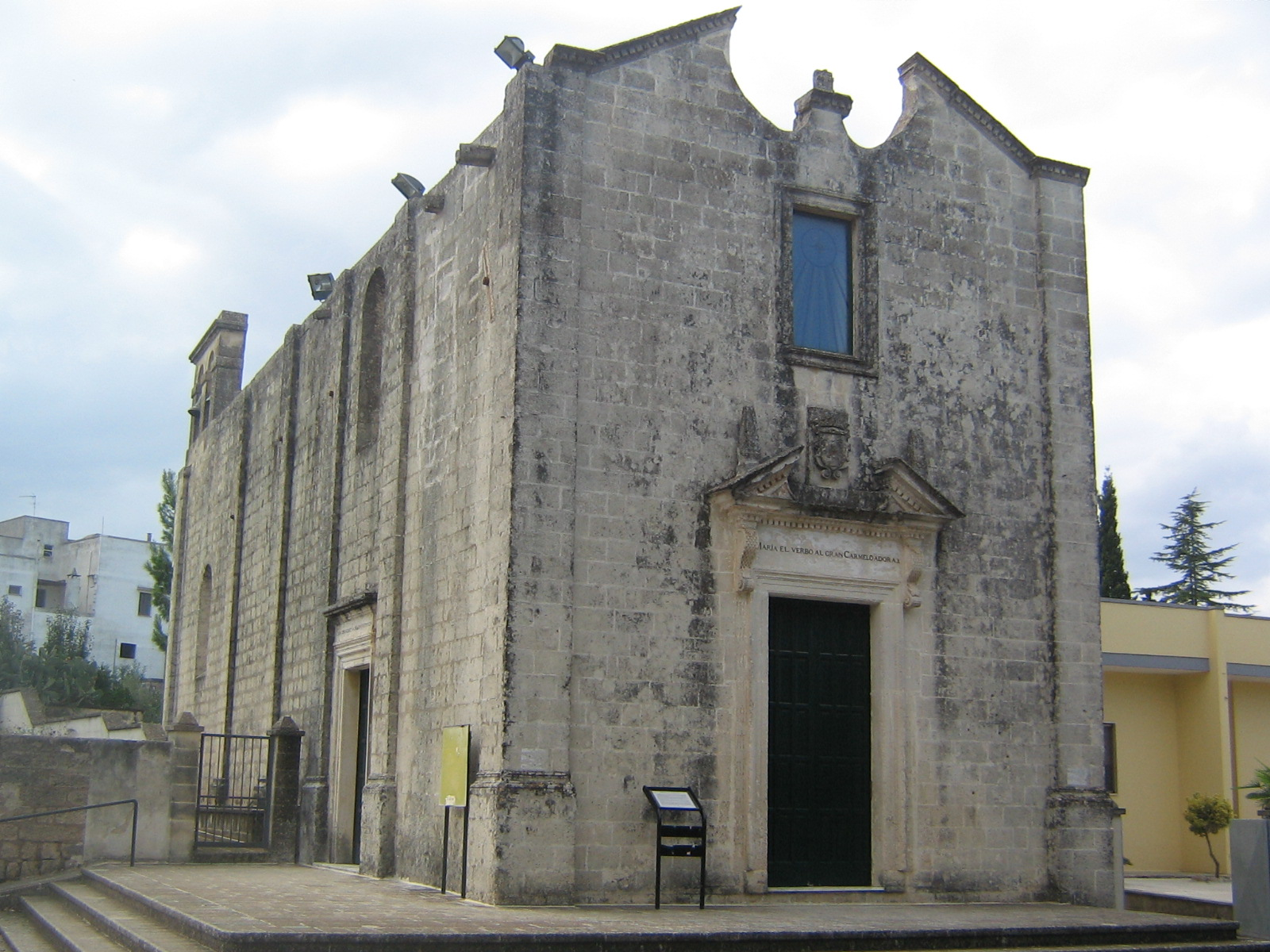
Chiesa del Carmine

### Palazzo baronale
Il palazzo baronale di Caprarica fu costruito dai Marchesi Giustiniani nei secoli XVII e XVIII. In realtà la prima struttura fortificata risale al periodo normanno (XII secolo) ed era costituita da due torri, di cui una è tuttora visibile nel giardino del palazzo. Tale torre venne potenziata nel XV secolo dai baroni Guarini i quali costruirono attorno un castello. Nei secoli successivi, le famiglie feudatarie che si succedettero ristrutturarono a più riprese il castello con l'arte ed il gusto del momento.
I Giustiniani, nel XVII secolo, ristrutturando il castello ne diedero l'attuale fisionomia. Tuttavia rimangono alcuni elementi dell'architettura militare come le due torri laterali con feritoie. Dal savero portale bugnato si accede nel cortile centrale da dove, attraverso una scalinata, è raggiungibile il piano superiore. Fra le numerose stanze si distingueva il salone "degli Specchi" arredato con mobili sei-settecenteschi ed annessa quadreria.

### Chiesa del Crocifisso
La chiesa fu eretta dal marchese Fabiano Giustiniani nel 1701. Presenta un prospetto barocco costituito da due ordini movimentati dalla presenza di paraste e possiede un campanile a vela. L'interno, a pianta a croce latina con volta a botte, conserva, sul sontuoso altare maggiore, un interessante crocifisso ligneo. Alle spalle dell'altare, un piccolo coro completa il patrimonio artistico della chiesa.
È opinione diffusa dell'esistenza, sotto il pavimento, di una fossa comune utilizzata sino alla fine dell'Ottocento per seppellire i morti. Nel 1888, trovò sepoltura infatti, l'allora sacerdote Nicola Marulli. Dai Giustiniani, l'edificio sacro passò alla famiglia Tresca e successivamente alla famiglia Greco, i cui eredi sono tuttora i proprietari.

### Chiesa Madonna del Carmine
È una costruzione risalente alla fine del XVII secolo, un tempo annessa al convento dei Carmelitani. Il Tempio, edificato su progettazione di maestranze locali, con caratteristiche stilistiche che superano i segni barocchi, si apre a motivi neoclassici e raccoglie in sé gli elementi caratteriali dell'architettura monastica.
In stile barocco sono gli altari dedicati alla Madonna del Carmine, a Santa Lucia e a San Marco; la volta è composta da pietra di carparo locale incastonata a pietra leccese, mentre l'abside ha pregevoli archi dove i materiali suddetti si alternano.

## Società

### Evoluzione demografica
Abitanti censiti

### Etnie e minoranze straniere
Al 31 dicembre 2020 a Caprarica di Lecce risultano residenti 87 cittadini stranieri. Le nazionalità principali sono:

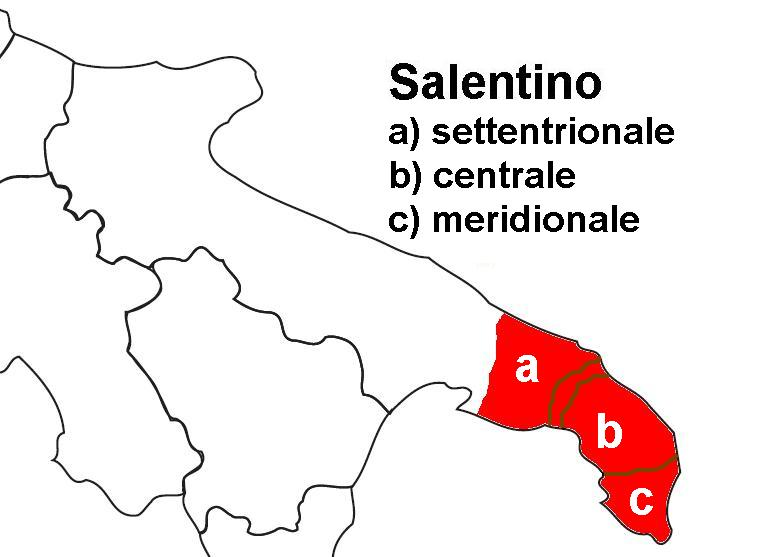
Diffusione del dialetto salentino

- Nigeria - 28

### Lingue e dialetti
Il dialetto parlato a Caprarica di Lecce è il dialetto salentino nella sua variante centrale che corrisponde al dialetto leccese. Il dialetto salentino si presenta carico di influenze riconducibili alle dominazioni e ai popoli stabilitisi in questi territori che si sono susseguite nei secoli: messapi, greci, romani, bizantini, longobardi, normanni, albanesi, francesi, spagnoli.

## Cultura

### Eventi
- Fiera di San Marco: 25 aprile
- Festa patronale di San Nicola e Sant'Oronzo: 27 e 28 giugno
- Festa te la Uliata: ultimo fine settimana di luglio
- Fiera di Santa Lucia: la domenica successiva al 13 dicembre

## Economia
La campagna circostante il paese è particolarmente fertile. Questo ha consentito nei secoli lo sviluppo dell'agricoltura e dell'allevamento. L'attuale economia di Caprarica di Lecce si basa sulla coltivazione dell'ulivo e sulla produzione di olio extra vergine, sulla pastorizia, essenzialmente ovini, sull'industria alimentare e sulla frantumazione della pietra. Negli ultimi anni si è sviluppato considerevolmente il settore turistico.

## Infrastrutture e trasporti

### Strade
I collegamenti stradali principali sono rappresentati da:
- Strada statale 16 Adriatica Lecce-Maglie (uscita per Caprarica di Lecce-Lizzanello o Caprarica di Lecce-Galugnano).

Il centro è anche raggiungibile dalle strade provinciali interne SP27 Cavallino-Caprarica di Lecce-Calimera, SP140 Galugnano-Caprarica di Lecce-Castri di Lecce.

### Ferrovie
La stazione ferroviaria più vicina è quella di Galugnano posta sulla linea Lecce-Otranto delle Ferrovie del Sud Est.

## Amministrazione
Di seguito è presentata una tabella relativa alle amministrazioni che si sono succedute in questo comune.
| Periodo         | Periodo         | Primo cittadino          | Partito                       | Carica              | Note   |
| --------------- | --------------- | ------------------------ | ----------------------------- | ------------------- | ------ |
| 17 giugno 1985  | 9 agosto 1990   | Renato Greco             | lista civica                  | Sindaco             | [ 11 ] |
| 9 agosto 1990   | 22 ottobre 1991 | Oronzo Mazzeo            | -                             | Sindaco             | [ 11 ] |
| 22 ottobre 1991 | 15 giugno 1992  | Michele Marcuccio        |                               | Comm. straordinario | [ 11 ] |
| 15 giugno 1992  | 28 aprile 1997  | Massimo Greco            | Partito Repubblicano Italiano | Sindaco             | [ 11 ] |
| 28 aprile 1997  | 14 maggio 2001  | Vincenzo Greco           | centro-sinistra               | Sindaco             | [ 11 ] |
| 14 maggio 2001  | 30 maggio 2006  | Massimo Greco            | lista civica                  | Sindaco             | [ 11 ] |
| 30 maggio 2006  | 16 maggio 2011  | Massimo Greco            | lista civica                  | Sindaco             | [ 11 ] |
| 16 maggio 2011  | 6 giugno 2016   | Maria Fedela Vantaggiato | lista civica Facciamo centro  | Sindaco             | [ 11 ] |
| 6 giugno 2016   | in carica       | Paolo Greco              | lista civica Caprarica viva   | Sindaco             | [ 11 ] |